# Wanderungen durch die Mark Brandenburg
Wanderungen durch die Mark Brandenburg – powieść niemieckiego pisarza Teodora Fontane składająca się z pięciu tomów. Opisuje w niej zamki, klasztory i miejscowości Marchii Brandenburskiej oraz jej mieszkańców i historię.
W jej skład wchodzą:
- Tom 1: Die Grafschaft Ruppin (1862)
- Tom 2: Das Oderland (1863)
- Tom 3: Havelland (1873)
- Tom 4: Spreeland (1882)
- Tom 5: Fünf Schlösser (1889)